# マイク・エレリー
マイク・エレリー（Mike Ellery、1991年9月8日 - ）は、イングランドのラグビー選手。

## プロフィール
- イングランド・ペンリス出身[1]。
- ポジションはウィング(WTB)。
- 身長 193cm、体重 102kg

## 略歴
12歳からラグビーを始めた。
2018年、ラグビーワールドカップセブンズ2018の7人制イングランド代表に選ばれて準優勝に貢献。